# Leptomeria dielsiana
Leptomeria dielsiana är en tvåhjärtbladig växtart som beskrevs av Pilger. Leptomeria dielsiana ingår i släktet Leptomeria och familjen Amphorogynaceae. Inga underarter finns listade i Catalogue of Life.